# گلنوود، آلبرتا
گلنوود، آلبرتا (به انگلیسی: Glenwood, Alberta) یک منطقهٔ مسکونی در کانادا است که در Cardston County واقع شده‌است. گلنوود ۳۱۶ نفر جمعیت دارد.